# Festival Internacional de Cinema de Sant Sebastià 1959

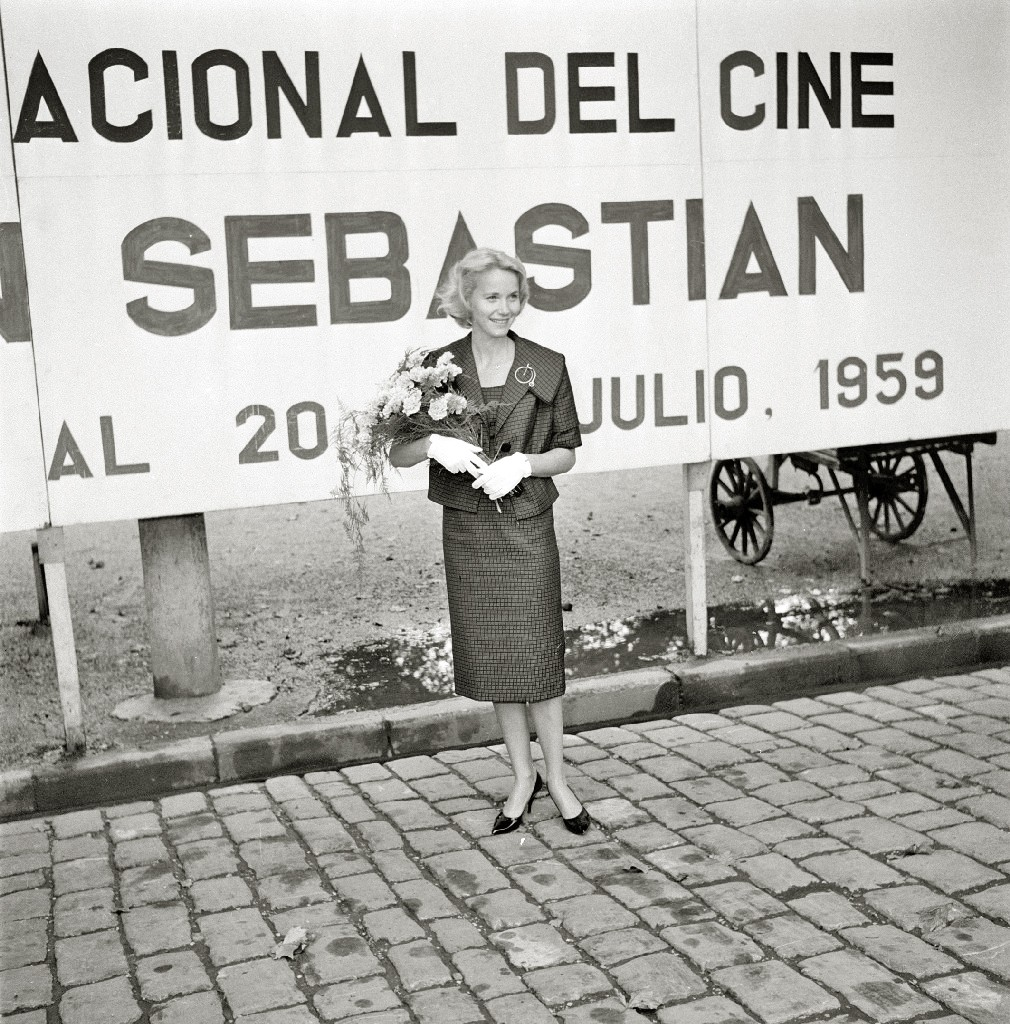

La 7a edició del Festival Internacional de Cinema de Sant Sebastià va tenir lloc entre l'11 i el 20 de juliol de 1959. Amb l'alt nivell aconseguit després del reconeixement de la categoria per part de la FIAPF a partir de la edició de 1957, cal destacar la presència a Sant Sebastià d'Audrey Hepburn o l'estrena mundial de Perseguit per la mort, d'Alfred Hitchcock, qui va tornar a visitar el festival després del seu pas l'any anterior. També es va dedicar la primera retrospectiva del festival al director francès René Clair.

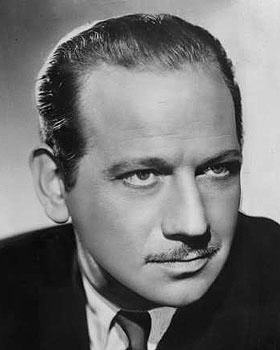
Melvyn Douglas, membre del jurat

## Desenvolupament
L'actor Kirk Douglas va enviar una safata de plata a la societat gastronòmica Gaztelubide en agraïment pel rebement que li van fer en l'edició anterior, quan va participar amb Els víkings, entregada pel delegat a Espanya d'United Artists. El dia 13 es van exhibir Història d'una monja, Sam, Smrt v sedle i Ari no machi no Maria. Aquesta última va ser la primera pel·lícula japonesa que s'exhibia a un festival de Sant Sebastià. El dia 14 es va exhibir les pel·lícules argentines El cuaderno (curtmetratge) i Procesado 1040, que van comptar amb la presència al cinema de les actrius argentines Amelia Bence, Susana Campos, Mabel Karr i Zully Moreno, i la veneçolana Caín adolescente. El dia 15 va comptar amb la presència de René Clair al Victoria Eugenia Antzokia, a qui es va retre homenatge amb la projecció de Catorze de juliol (1932). Posteriorment s'hi va projectar la pel·lícula francesa Maigret et l'affaire Saint-Fiacre. El dia 16 es van exhibir la pel·lícula estatunidenca Perseguit per la mort, que va comptar amb la presència d'Eva Marie Saint, i la pel·lícula polonesa Zamach, després de la qual el productor Benito Perojo va oferir un esmorzar als cineastes. La resta de pel·lícules es van projectar els dies 18 i 19, entre elles Salto a la gloria de Klimovsky. El dia 20 es va clausurar el festival amb la projecció de Tutti innamorati de Giuseppe Orlandini es van concedir els premis.

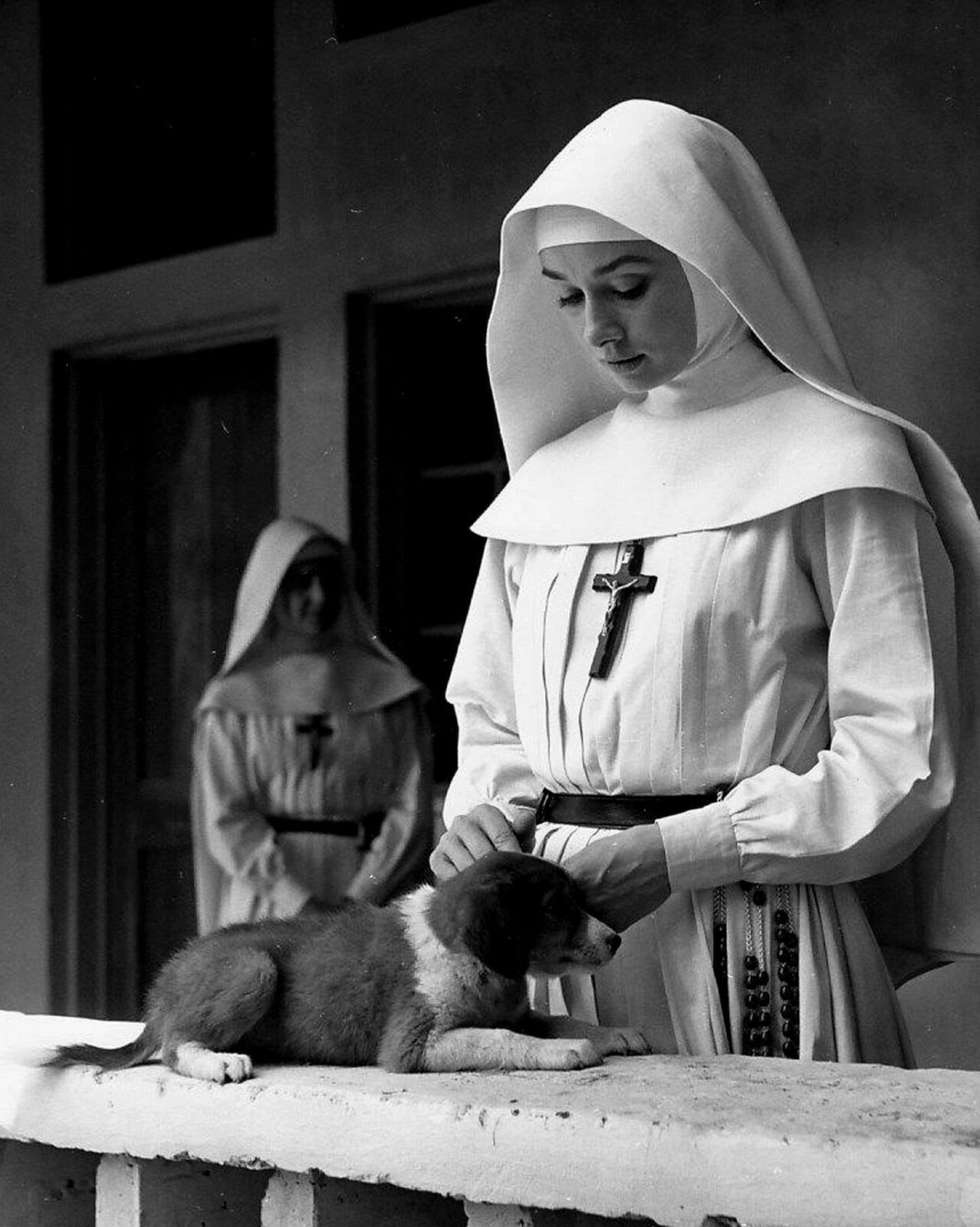
Audrey Hepburn en una escena d'Història d'una monja

## Jurado oficial
- Melvyn Douglas
- Manuel Goyanes Martínez
- Arturo Lanocita
- Max Lippmann
- Léonide Moguy
- José Luis Sáenz de Heredia
- Daniel Vázquez Díaz

## Selecció oficial
- 800 leguas por el Amazonas d'Emilio Gómez Muriel
- A luz vem do alto d'Henrique Campos
- Akiket a pacsirta elkísér de László Ranódy
- Ari no machi no Maria de Heinosuke Gosho
- Bain el Atlal d'Ezzel Dine Zulficar
- Caín adolescente de Román Chalbaud
- Dagli Appennini alle Ande de Folco Quilici
- Der Rest ist Schweigen de Helmut Kautner (fora de concurs)
- Die feuerrote Baronesse de Rudolf Jugert (fora de concurs)
- Insan Jaag Utha de Shakti Samanta
- Malkata de Nikola Korabov
- Maigret et l'affaire Saint-Fiacre de Jean Delannoy
- Perseguit per la mort d'Alfred Hitchcock
- Procesado 1040 de Rubén W. Cavallotti
- Salto a la gloria de León Klimovsky
- Sam de Vladimir Pogačić
- Sapphire de Basil Dearden
- Shake Hands with the Devil de Michael Anderson
- Smrt v sedle de Jindřich Polák
- Història d'una monja de Fred Zinnemann
- Tutti innamorati de Giuseppe Orlandini
- Verbrechen nach Schulschluß d'Alfred Vohrer
- Zamach de Jerzy Passendorfer

## Palmarès
Els premis atorgats aquell any foren:
- Conquilla d'Or a la millor pel·lícula: Història d'una monja, de Fred Zinnemann
- Conquilla d'Or al curtmetratge: Abseits, de Wolf Hart
- Menció especial (curtmetratge): Lettera da El Alamein, d'Enrico Fulchignoni  i Serenal, de Norman McLaren
- Conquilla de Plata al millor director: Dagli Appennini alle Ande, de Folco Quilici  i Perseguit per la mort, d'Alfred Hitchcock
- Menció especial: Der Rest ist Schweigen, de Helmut Kautner
- Premi Zulueta d'interpretació femenina: Audrey Hepburn, per Història d'una monja
- Premi Zulueta d'interpretació masculina: Adolfo Marsillach, per Salto a la gloria, de León Klimovsky
- Premi Perla del Cantàbric al millor llargmetratge de parla hispana: Salto a la gloria, de León Klimovsky
- Premi Perla del Cantàbric al millor curtmetratge de parla hispana: Viva la tierra, d'Adolfo Garnica